# Lagunes de Saint-Symphorien
Lagunes de Saint-Symphorien este o arie protejată (sit de importanță comunitară — SCI) din Franța întinsă pe o suprafață de 22 ha, integral pe uscat.

## Localizare
Centrul sitului Lagunes de Saint-Symphorien este situat la coordonatele 44°25′32″N 0°33′43″W / 44.42556°N 0.56194°V.

## Înființare
Situl Lagunes de Saint-Symphorien a fost declarat arie specială de conservare în baza directivei 92/43 din 1992 referitoare la conservarea habitatelor naturale și a faunei și florei sălbatice pentru a proteja 1 specie de plante.

## Biodiversitate
Situată în ecoregiunea atlantică, aria protejată conține 5 habitate naturale: Pajiști cu Molinia pe soluri calcaroase, turboase sau argilos-nămoloase (Molinion caeruleae), Pajiști umede atlantice temperate cu Erica ciliaris și Erica tetralix, Ape oligotrofe din câmpii nisipoase, cu un conținut foarte redus de minerale (Littorelletalia uniflorae), Depresiuni pe substraturi de turbă de Rhynchosporion, Ape stătătoare oligotrofe până la mezotrofe, cu vegetație de Littorelletea uniflorae și/sau de Isoëto-Nanojuncetea.
La baza desemnării sitului se află o specie protejată de  plante: caropsis verticillatoinundata (Thorella verticillatinundata).